# Mona Guerrant
Ramona Anne Schallau Guerrant, detta Mona (Marengo, 28 novembre 1948), è un'ex tennista statunitense.

## Carriera
Ottiene i risultati migliori negli anni 1970, si fa notare per la prima volta durante il Roland Garros 1972 quando, da qualificata, riesce ad avanzare fino al quarto turno prima di arrendersi a Virginia Wade.
L'anno successivo, sempre a Parigi, raggiunge le semifinali del doppio insieme a Evgenija Birjukova ma è nuovamente la Wade a interrompere la sua serie di vittorie, in coppia con Margaret Court.
A Wimbledon 1974 viene sconfitta al quarto turno da Chris Evert mentre nel doppio raggiunge le semifinali insieme alla connazionale Julie Anthony. L'anno successivo fa parte della squadra statunitense nella Coppa Wightman, uscendone tuttavia sconfitta.
Gli Australian Open del dicembre 1977 sono stati il suo torneo migliore, in singolare raggiunge per l'unica volta i quarti di finale, venendo sconfitta in tre set da Helen Gourlay, mentre nel doppio raggiunge una finale mai giocata insieme a Kerry Reid e ne condividono il titolo con le avversarie Goolagong-Gourlay.

## Statistiche

### Doppio

#### Vittorie (6)
| No. | Data              | Torneo                                 | Superficie       | Compagna         | Avversarie in finale           | Punteggio     |
| --- | ----------------- | -------------------------------------- | ---------------- | ---------------- | ------------------------------ | ------------- |
| 1.  | 16 settembre 1973 | Virginia Slims of St. Louis, St. Louis | Cemento          | Karen Krantzcke  | Betty Stöve Pam Teeguarden     | 6–4, 7–6      |
| 2.  | 23 settembre 1973 | Virginia Slims of Houston, Houston     | Sintetico indoor | Pam Teeguarden   | Françoise Dürr Betty Stöve     | 6–3, 5–7, 6–4 |
| 3.  | 8 febbraio 1976   | Virginia Slims of Akron, Akron         | Sintetico indoor | Brigette Cuypers | Glynis Coles Florența Mihai    | 6–4, 7–6      |
| 4.  | 22 febbraio 1976  | Virginia Slims of Detroit, Detroit     | Sintetico indoor | Ann Kiyomura     | Chris Evert Betty Stöve        | 6–3, 6–4      |
| 5.  | 21 marzo 1976     | Virginia Slims of Dallas, Dallas       | Sintetico indoor | Ann Kiyomura     | Marita Redondo Greer Stevens   | 6–3, 4–6, 6–4 |
| 6.  | 28 marzo 1976     | Virginia Slims of Boston, Boston       | Cemento indoor   | Ann Kiyomura     | Rosemary Casals Françoise Dürr | 3–6, 6–1, 7–5 |